# European Work in Progress
European Work in Progress (EWIP) ist eine unabhängige Branchenveranstaltung, die in Kooperation mit der AG Verleih und der Unterstützung von der Film- und Medienstiftung NRW seit 2018 jährlich im Rahmen des Film Festival Cologne ausgetragen wird.

## Geschichte
Das Konzept für die erste EWIP wurde am 4. Oktober 2017 im Rahmen des Panels "Der neue Speed im Filmbusiness", initiiert von der AG Verleih und der Film- und Medienstiftung NRW, vorgestellt. Infolgedessen lud die AG Verleih vom 9. bis 11. Oktober 2018 zu der ersten Ausgabe der EWIP ein, für welche aus über 100 Einreichungen 22 Projekte, mit Beteiligung von 24 EU-Ländern und 49 Ländern insgesamt, ausgewählt wurden. Als Reaktion auf das wachsende europäische und internationale Interesse an dem Branchenevent wurde die Anzahl der ausgewählten Projekte ab 2019 auf 28 erweitert, mit zuletzt 165 Einreichungen aus 34 EU-Ländern und 70 Ländern insgesamt. Seit 2020 wird die EWIP von der EWIP European Work in Progress UG, unter der gemeinsamen Geschäftsführung von Torsten Frehse, Olimpia Pont-Schafer und Hen-Suk Jung, ausgerichtet.

## Programm
Im Gegensatz zu anderen Koproduktionsmärkten präsentiert die EWIP Projekte aus ganz Europa, die sich bereits in der Produktion befinden und den entsprechenden künstlerischen Ansprüchen für die Kinoleinwand entsprechen. Der Fokus dieser Präsentationen liegt auf der zusätzlichen Finanzierung und der Entwicklung von Vertriebsstrategien, wovon insbesondere Weltvertriebe, Verleiher und Rundfunkanstalten angesprochen werden sollen. Neben der Möglichkeit zu Einzelgesprächen, organisiert die EWIP ein Rahmenprogramm, bestehend aus moderierten Panels in Zusammenarbeit mit Creative Europe Desks Deutschland und EAVE, sowie Abendveranstaltungen und einer Preisverleihung für die besten Projekte.

## Preise und Auszeichnungen
Eine internationale Jury aus Filmexperten zeichnet jährlich die Gewinner für die besten Pitches mit Preisen aus, die unter anderem Postproduktionsleistungen sowie internationale Festivalwerbung beinhalten. In der Vergangenheit wurden diese Preise von Sponsoren wie MMC Studios, K13 Studios, LAVAlabs, ARRI Media und der ZOOM Medienfabrik zur Verfügung gestellt.
Preisträger 2020:
- European Work in Progress Cologne ARRI Media Award: Darkling (Regie: Dušan Milić)
- European Work in Progress Cologne K13 Studios Award: Convenience Store (Regie: Michael Borodin), Octopus Skin (Regie: Ana Cristina Barragan)
- European Work in Progress Cologne ZOOM Medienfabrik Award: Spas (Regie: Maksym Nakonechnyi), Whispers of War (Regie: Florian Hoffmann)
- European Work in Progress Cologne LAVAlabs Moving Images Award: Sinjar (Regie: Anna M. Bofarull)